# 泰勒鎮區 (阿肯色州普雷里縣)
泰勒鎮區（英語：Tyler Township）是位於美國阿肯色州普雷里縣的一個行政鎮區。

## 地方資料
泰勒鎮區的面積為161.64平方千米，當中陸地面積為154.07平方千米，而水域面積為7.57平方千米。根據2010年美國人口普查的數據，當地共有人口221人，而人口密度為每平方千米1.37人。